# CBU-89

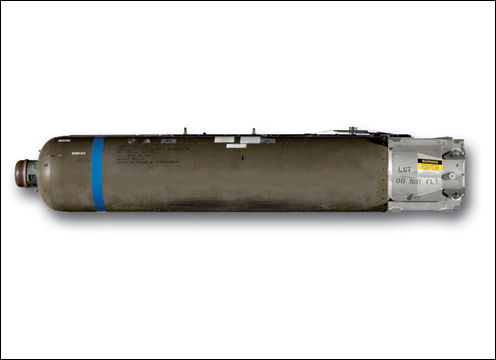
Bomba di fabbricazione statunitense usata per attacchi aerei a grappolo. Spesso usata da caccia F-16 Fighting Falcon

La CBU-89 Gator Mine, una bomba a grappolo da 1.000 libbre contenente mine anticarro e antiuomo, consiste in un distributore di munizioni tattiche SUU-64 con 72 mine anticarro, 22 mine antipersona e un sensore di prossimità FZU-39 opzionale. L'inserimento inizia quando il distributore si apre. La detonazione viene avviata dal rilevamento del bersaglio, dal disturbo della mina, dalla bassa tensione della batteria e da un timeout di autodistruzione. La mina anticarro è una sottomunizione a rilevamento magnetico efficace contro carri armati e veicoli corazzati. La mina antiuomo ha una testata frammentata innescata da cavi di scatto. L'aeronautica americana ha impiegato 1.105 CBU-89 durante la Guerra del Golfo.
Il sistema minerario Gator fornisce un mezzo per posizionare rapidamente i campi minati sul terreno utilizzando velivoli tattici ad alta velocità. I campi minati vengono utilizzati per negare l'area, deviare le forze di terra in movimento o per immobilizzare obiettivi per integrare altre armi di attacco diretto.
La famiglia GATOR di mine sparse è un'altra arma di interdizione preferita dagli equipaggi dei caccia. Il distributore contiene 72 mine anti-armatura e 22 mine antiuomo. Queste mine si attivano immediatamente dopo l'impatto. Il GATOR ha due meccanismi di uccisione integrati, una spoletta di influenza magnetica per rilevare l'armatura e cavi di scatto dispiegati che si attivano quando il personale lo calpesta o lo disturba. Un'altra caratteristica del GATOR è la funzione di ritardo casuale che esplode per diversi giorni per operazioni di negazione dell'area e molestie altamente efficaci.
Gator è costituito da due sistemi complementari. L'Air Force CBU-89 / B è un'arma a grappolo da 1000 libbre che utilizza il SUU-64 / B Tactical Munitions Dispenser (TMD). Il TMD è la stessa configurazione generale utilizzata per la munizione a effetti combinati CBU-87 / B. Questa comunanza consente una produzione dell'erogatore ad alta velocità ea basso costo. Il Navy CBU-78 / B è un'arma a grappolo da 500 libbre che utilizza il distributore Mk7 Rockeye. Rockeye è stata in produzione ad alto tasso per molti anni; anche il dispenser Mk7 è un articolo a basso costo.
Entrambi i sistemi contengono un mix di mine antiuomo BLU-91 / B (AT) e BLU-92 / B (AP) - 72 AT e 22 AP per il CBU-89 / B; 45 AT e 15 AP per CBU-78 / B. La comunanza delle miniere per entrambi i sistemi contribuisce anche alla produzione ad alto tasso ea basso costo. La miniera BLU-91 / B AT è il cuore del sistema Gator. La microelettronica in ogni mina rileva i bersagli, discrimina i veicoli corazzati e fa esplodere la mina quando il bersaglio raggiunge il punto di avvicinamento più vulnerabile. Una carica esplosiva Misznay-Schardin sconfigge l'armatura del ventre della maggior parte dei veicoli. La miniera BLU-92 / B AP serve a scoraggiare lo sgombero dei campi minati. All'attivazione, l'esplosione della mina AP invia frammenti ad alta velocità su un piano orizzontale su un'ampia area.
Entrambe le mine hanno una funzione di autodistruzione programmabile che consente al comandante del campo di battaglia di controllare i tempi di un contrattacco o di una manovra difensiva. Il tempo di autodistruzione viene impostato appena prima del decollo dell'aeromobile utilizzando un semplice selettore sull'erogatore. Questa caratteristica consente un alto grado di flessibilità tattica durante le operazioni di combattimento.
La dimensione del campo minato di Gator è determinata dall'altezza di apertura del distributore. Dopo l'apertura dell'erogatore, le mine vengono autodisperse utilizzando forze aerodinamiche. Lo schema della mina a terra è direttamente proporzionale all'altitudine di apertura, che è controllata dal faze elettromeccanico dell'erogatore o da un sensore di prossimità opzionale.
Aerojet Ordnance Company (AOC) è l'appaltatore principale per l'integrazione di sistemi per Gator. Tutti gli elementi del sistema sono o acquistati da Aerojet o forniti dal governo degli Stati Uniti. L'azienda è responsabile delle prestazioni totali del sistema, inclusi i test dal vivo. Ogni mese tre sistemi Gator vengono selezionati casualmente dalla linea di produzione e testati in volo. Aerojet Ordnance Company garantisce le prestazioni del sistema per cinque anni, assicurando l'affidabilità di Gator.
Alliant Techsystems, Accudyne Operations, Janesville e Wisconsin, è stata assegnata il 13 maggio 1995, una modifica di $ 5.752.805 a un contratto a prezzo fisso fisso per l'assemblaggio del corpo 20.081 BLU-92 / B a sostegno del CBU-89 A / B Air Force Gator. Il lavoro è stato eseguito a Janesville, Wisconsin, e doveva essere completato entro il 28 marzo 1997. Il 6 aprile 1995 sono state presentate due offerte e una è stata ricevuta. L'attività contrattuale è l'US Army Armament, Munitions e Chemical Command, Rock Island, Illinois (DAAA09-93-C-0485).